# Karl Fritz Enderlein
Karl Fritz Enderlein (* 21. Februar 1929 in Einsiedel; † 30. November 2018 in Potsdam) war ein deutscher Rechtsanwalt und Hochschullehrer mit den Schwerpunkten deutsches und internationales Handelsrecht sowie Privatrecht.

## Leben
Er wuchs als viertes Kind in der Familie des Schlossers Albert Enderlein und dessen Ehefrau Luise, geborene Lohse, in Sachsen auf.

### Jurastudium in Leipzig
Nach dem Schulbesuch erlernte Enderlein den Beruf eines Bankkaufmanns. Seinen Lebensunterhalt verdiente er sich „einige Zeit als Elektro-Schweißer“. Er wurde ab 1947 als Lehrgangsteilnehmer in einer Vorstudienanstalt in Chemnitz aufgrund seiner sozialen Herkunft zugelassen. Dort konnte er sich auf das von ihm angestrebte Hochschulstudium vorbereiten. Nach Beendigung des Lehrgangs 1948 nahm er ein Jurastudium an der Universität Leipzig auf. Nebenbei arbeitete er als Hilfsassistent für Staatsrecht und Zivilrecht. Das Institut für Zivilrecht wurde von Heinz Such geleitet und das damalige Institut für vergleichendes Verfassungsrecht von Karl Polak. Im Frühjahr 1952 legte er das erste juristische Staatsexamen ab. Anschließend wurde er in die im Jahre 1951 eingeführte wissenschaftliche Aspirantur aufgenommen, ohne diese an der Universität Leipzig abschließen zu können.

### Juristische Doktorarbeit
In seinem akademischen Lebenslauf aus dem Jahre 1960 als Doktorand der Juristischen Fakultät der Humboldt-Universität zu Berlin erwähnte Enderlein, dass er sich nach „mehrjähriger Tätigkeit in Westdeutschland“ im November 1956 durch Aufnahme in eine Aspirantur an der Humboldt-Universität vor allem mit „Rechtsfragen“ des DDR-Außenhandels und seinen „internationalen wirtschaftlichen Beziehungen“ neben dem Studium „der marxistisch-leninistischen Philosophie und politischen Ökonomie“ beschäftigte. Einer der beiden Referenten der juristischen Doktorarbeit war der damalige „Stellvertreter des Ministers für Außenhandel und Innerdeutschen Handel“, Gerhard Weiss.
Praktische Erfahrungen gewann Enderlein nach seiner Promotion u. a. in einem Berliner Außenhandelsbetrieb für Elektronik von 1960 bis 1962 und danach als Handelsrat in der Handelsvertretung der DDR in Indien von 1962 bis 1964. Seinen Hauptwohnsitz hatte er zu dieser Zeit im Berliner Winsviertel.

### Hochschullehrer
Zum Dozenten am Institut für Wirtschaftsrecht und Internationales Wirtschaftsrecht an der Hochschule für Ökonomie Berlin wurde er 1964 berufen und übte dort eine Lehrtätigkeit bis 1967 aus. Er behandelte in einer wirtschaftswissenschaftlichen Habilitationsschrift die Rechtsformen der Umwandlung der Außenhandelsunternehmen zu Verkaufsorganen der VVB und verteidigte sie 1967 erfolgreich.

### Institutsdirektor in Potsdam-Babelsberg
Im selben Jahr wurde er Professor für internationales Wirtschaftsrecht am Institut für ausländisches Recht und Rechtsvergleichung der Akademie für Staats- und Rechtswissenschaft der DDR in Potsdam-Babelsberg sowie Direktor dieses Instituts von 1977 bis 1989. In dieser Position wurde er mit dem Vaterländischen Verdienstorden in Bronze anlässlich des 1. Mai 1978 und in Silber im Jahre 1989 ausgezeichnet.
Zudem war er Leitender juristischer Mitarbeiter der Unterabteilung für internationales Handelsrecht der Rechtsabteilung der Vereinten Nationen in New York und Wien von 1979 bis 1981.
Im Rahmen von Dienstreisen besuchte er internationale Tagungen zu Förderung des Ost-West-Handels. Beispielsweise war er im April 1984 Teilnehmer an einem Fachseminar in Bad Ischl zusammen mit weiteren Außenhandelsexperten aus den anderen damaligen Ostblockstaaten Ungarn, Polen, Tschechoslowakei sowie der Sowjetunion. Aus westeuropäischen Ländern waren Kaufleute aus Österreich, der Bundesrepublik und der Schweiz anwesend.
Auf der Plenarversammlung der Gesellschaft für Völkerrecht in der DDR am 31. Januar 1989 berichtete er als Direktor des Instituts für ausländisches Recht und Rechtsvergleichung an der Akademie für Staats- und Rechtswissenschaft der DDR und Teilnehmer über die 63. Tagung der International Law Association (ILA) im August 1988 und warb für die verstärkte Mitarbeit in deren Kommissionen.

### Rechtsanwalt
Im ersten Halbjahr 1990 trat er in ein neu gegründetes Rechtsanwaltsbüro in Berlin-Mitte ein. In Potsdam arbeitete er als Rechtsanwalt in eigener Praxis Nach der Wiedervereinigung. Seine Spezialgebiete waren Internationale Schiedsgerichtsbarkeit; Internationales Handelsrecht und Kaufrecht; Internationales Privatrecht sowie offene Vermögensfragen. Seine Tochter Andrea arbeitete dort mit ihrem Vater eng zusammen. Darunter waren solche Fälle, in denen Nachkommen von jüdischen Opfern des Nationalsozialismus zu ihrem Recht bei Rückübertragung von Grundstücken bzw. weiteren Vermögenswerten verholfen werden musste. In diesem Zusammenhang pflegte er Beziehungen zur Deutsch-Britischen Juristenvereinigung und Deutsch-Israelischen Juristenvereinigung e. V.
Seine Auffassung zur Durchsetzung des juristischen Prinzips der Unschuldsvermutung äußerte er 1992 als Potsdamer Rechtsanwalt in einer Stellungnahme gegenüber einer Berliner Tageszeitung, betreffend den Fall des Ministerpräsidenten des Landes Brandenburg, Manfred Stolpe: Für mich ist jeder so lange unschuldig, bis seine Schuld bewiesen ist. Heutzutage werden so viele unbewiesene Beschuldigungen in die Zeitungen gesetzt, Hauptsache es macht Schlagzeilen.
Seine beiden Vornamen „Karl“ und „Fritz“ nutzte Enderlein gemeinsam bei erforderlichen Eintragungen ins Handelsregister Potsdam im Jahre 2005.

## Veröffentlichte Beiträge (Auswahl)
- Die internationale Arbeitsteilung zwischen sozialistischen und kapitalistischen Staaten. Berlin 1961, DNB 451107667
- In einer Broschüre anlässlich des X. Weltkongresses 1976 der Internationalen Vereinigung für politische Wissenschaften (IPS) lieferte Enderlein einen Beitrag zusammen mit Aufsätzen von John Lekschas, Herbert Meißner und Eberhard Poppe. Die Broschüre wurde als offizielles Kongressmaterial vom Sekretariat der IPSA vertrieben.[16]
- Mit Dietrich Maskow, (Mitwirkender) und  Heinz Strohbach (Mitwirkender): Kaufrechtskonvention, Verjährungskonvention, Vertretungskonvention, Kaufrechtskonvention. Berlin 1991, ISBN  978-3-448-02310-7
- Der Aussenhandelskaufvertrag. Heidelberg 1986, ISBN 978-3-8114-0286-7
- Zusammenstellung und Bearbeitung mit Heinz Strohbach: Aus der Spruchpraxis des Schiedsgerichts bei der Kammer für Außenhandel der Deutschen Demokratischen Republik; Teil: 1967/1977. Berlin 1980, DNB 208908927
- Erben und enteignet werden. Wie Nachlässe jüdischer NS-Verfolgter den legitimen Erben entzogen werden. Potsdam 2015, ISBN 978-3-00-049445-1